# کتی بائو بین
کتی بائو بین (انگلیسی: Cathy Bao Bean؛ زادهٔ ۲۷ اوت ۱۹۴۲) یک نویسنده و مربی چینی آمریکایی است، نویسنده کتابهای «اصول قاشق و چنگال چوبی» و «مطبوعات دستی ۲۰۰۲». او در شهر فرلینگهویسن، نیوجرسی، با همسرش، بنت بین که یک هنرمند است زندگی می‌کند.

## فعالیتها
«اصول قاشق و چنگال چوبی»، یک خاطره طنز تلخ است، اینها تجارب بائو بین، به عنوان یک مهاجر چینی است که در ایالات متحده بزرگ شده. بائو بین از انتشار داستانهایش تجربیات زندگی یک مهاجر را برای توضیح چگونگی تعامل با مشکلات و انتظارات خانواده‌ها در جامعه آمریکا به اشتراک می‌گذارد. او همچنین در زمینه پرورش احترام آمیز کودکان توضیح می‌دهد، آنچنانکه «با سفر کمتری» راه خود را انتخاب کنند.

## شرح حال
بائو بین در ۲۷ اوت ۱۹۴۲، در شهر زیبای گویلین، چین متولد شد، پدر او سندیز و مادرش دورا بائو است، پدرش نماینده جمهوری چین در شورای بین‌المللی شکر در سازمان ملل بود؛ او همچنین معاون یک شرکت توزیع شکر در تایوان بوده‌است. کتی بائو بین دارای دو خواهر، بتی بائو لرد و ژان بائو (بائو سنسان) از همکاران نویسندگان کتاب «ماه هشتم» است.